# Cubase
Cubase SX je program z řady audio a midi sekvencerů firmy Steinberg. Je kombinací výkonného, kreativního, snadno ovladatelného nástroje se špičkovými zvukovými algoritmy, které řadí Cubase mezi přední světové zvukové editory. Cubase SX3 přichází s více než 70 novými vlastnostmi, které umožňují rychlejší a kreativnější přístup každého uživatele. Samozřejmostí je mixáž do prostorového zvuku Dolby Surround (5.1). Výsledný mix může být tedy nejen ve stereu, ale také jako 5 samostatných kanálů připravených ke kódování do systému Surround.
Podporované pluginy:(umožňují přímou integraci externích hardwarových efektů do VST audio mixéru a stejný způsob práce s nimi jako s pluginy, včetně automatické kompenzace zpoždění.) Vsti, DXi, DirectX, RTAS
Systémové požadavky:
PC Win:
Procesor: Pentium / Athlon 800 MHz (Pentium / Athlon 1.4 GHz nebo rychlejší doporučené)
RAM: 384 MB (512 MB doporučené)
Operační systém: Windows 2000/XP
Zvuková karta: Windows MME kompatibilní karta (doporučená karta s ASIO ovladačem)
Ostatní: rozlišení monitoru 1024x768 (doporučené 1152x864
Mac OS:
Procesor: PowerMac G4 867 MHz (PowerMac G4 Dual 1,25 GHz nebo rychlejší doporučené)
RAM: 384 MB (512 MB doporučené)
Operační systém: Mac OS X 10.2.5 nebo vyšší
Zvuková karta: Core audio kompatibilní hardware
Ostatní: USB konektor, rozlišení monitoru 1024x768 (doporučené 1152x864